# Festival Curta Campos do Jordão
O Festival Curta Campos do Jordão, abreviado como FCCJ, é um festival de cinema que ocorre anualmente na cidade de Campos do Jordão, no interior de São Paulo, desde 2015. Com curadoria e direção artística de Cervantes Souto Sobrinho, o festival traz uma seleção com caráter competitivo de curta-metragens brasileiros de ficção, documentário, animação e experimental. Em paralelo ao festival ocorrem homenagens, debates, laboratórios, oficinas e workshops voltados para a formação audiovisual. Com curadoria ampla, o festival seleciona quase uma centena de curtas todos os anos, vindos de todas as regiões do Brasil.

## História
Em 2015, o Cineclube Araucária de Campos do Jordão começa a incluir na sua programação uma série ações voltadas para a formação na área do audiovisual. Para a realização dessa ideia, criou-se uma parceria entre o Cineclube e a Escola Estadual Prof. Camargo Freire, localizada na Vila Albertina em Campos do Jordão. Essas Oficinas, especialmente pensadas para os alunos do ensino médio, foram realizadas nas dependências da escola, sob a orientação de profissionais especialmente convidados, como o cineasta Dimas Oliveira Júnior e o roteirista e editor Wagner Sampaio. Dessas oficinas saíram seis curta-metragens criados e produzidos pelos participantes. Esse material inspirou a criação de sessões especiais para a exibição pública, juntamente com outros filmes realizados por cineastas convidados. Dessa forma nasceu a primeira edição do FCCJ, que teve em seu corpo de jurados o diretor Jeferson De e a roteirista e produtora Cristiane Arenas. Posteriormente, o festival abriu chamada para realizadores de todo o país, recebendo centenas de inscrições por ano. Em 2021, a homenageada pelo festival foi a atriz Helena Ignez.
Os vencedores do festival recebem troféu Prêmio Araucária de Cinema. O Júri Popular escolhe o Melhor Curta Nacional e o Melhor Curta Regional. Em paralelo, o Júri Oficial elege o Melhor Curta Regional e também é responsável pela premiação dos melhores curtas nas categorias: Ficção, Documentário, Animação, Experimental, Infantil, além da Melhor Direção e Melhor Roteiro Original.